# Măgura Ilvei, Bistrița-Năsăud
Măgura Ilvei (în maghiară: Magura, Ilvamagura) este satul de reședință al comunei cu același nume din județul Bistrița-Năsăud, Transilvania, România.